# Ala-Pahkajärvi
Ala-Pahkajärvi är en sjö i kommunen Mäntyharju i landskapet Södra Savolax i Finland. Sjön ligger 84,2 meter över havet. Arean är 65 hektar och strandlinjen är 7,7 kilometer lång. Sjön  ingår i Kymmene älvs huvudavrinningsområde.   Den ligger omkring 58 kilometer söder om S:t Michel och omkring 160 kilometer nordöst om Helsingfors. 
I sjön finns ön Raatosaari. 